# Elementals (comic)
Elementals fue un comic de superhéores noir norteamericano publicado por primera vez en 1984 y creado por Bill Willingham del que fue tanto escritor como dibujante.
Publicado por  la empresa Comico en tres volúmenes, duró hasta 1996, incluyendo una serie de especiales y miniseries.  El editor de Comico  Andrew Rev compró los derechos de Elementals a  Willingham en la década de 1990.

## Escenario ficticio
Cuando un hechicero centenario llamado Lord Saker (quien es en realidad el resucitado Lázaro de la biblia) construyó una máquina llamada  Shadowspear  para aprovechar los poderes sobrenaturales del mundo, alteró el orden natural del universo.. En respuesta, cada uno de los cuatro elementos, espíritus inimaginablemente poderosos que juntos formaron la base de la existencia, eligió a un humano común que había sido asesinado por su elemento, y lo resucitó.. Ellos concedieron a cada uno el control de ese elemento particular, la eterna juventud y la capacidad de curar cualquier herida (con tiempo suficiente). Estos cuatro eran los Elementales, enviados para oponerse al villano Saker. A diferencia de un grupo habitual de superhéroes y del resto de los personajes del mundo ficticio, los Elmentals han estado muertos y su retorno es vismo como algo extraño y su manera de comportarse como desapegada.
El cómic frecuentemente retrató juntos con los tópicos habituales de superhéroes problemas adultos como abuso, muerte, fama y alienación.

## Personajes
- Morningstar, también conocida como Jeanette Crane, una detective de homicidios de Los Ángeles que se había quemado hasta la muerte mientras se enfrentaba a un pirómano en serie; recibió varias habilidades relacionadas con el fuego, incluyendo piroquinesis y una inmunidad al fuego.
- Vortex, también conocido como Jeff Murphy, un piloto de la Guardia Costera que fue asfixiado en un accidente de helicóptero; Recibió varias habilidades relacionadas con el aire, incluido el vuelo yráfagas de viento.
- Fathom, también conocida como Becky Golden, una debutante voluble que se cayó de un barco y se ahogó; recibió varias habilidades relacionadas con el agua, así como piel verde brillante y dedos palmeados. También fue capaz de convertir su cuerpo enteramente en agua sensible y disparar corrientes de alta presión.
- Monolith, también conocido como Tommy  Czuchra  , un brillante adolescente, que fue aplastado hasta la muerte por un deslizamiento de tierra; recibió la capacidad de convertirse en un enorme gólem de piedra/tierra súper fuerte. Más tarde, Tommy llegó a seguir la opinión de Saker de que los seres sobrenaturales tenían derecho a estar a cargo en toda la tierra, y abandonó a los Elementales y absorbió parte de la magia 'negra' de Saker, para convertirse en uno de sus generales. Luego, Monolith fue re-encarnado en un vendedor de seguros fallecido (Donald Ridgeway), que ni quería el poder, ni nunca entendió completamente cómo usarlo o cómo integrarse con los otros tres Elementales.

Los cuatro finalmente derrotaron a Saker y sus secuaces, los Destructores, un equipo de seis: Shapeshifter, Annihilator, Chrysalis, Behemoth, Ratman (que luego cambió de bando) y Electrocutioner. (The Destroyers y una versión temprana de Saker conocida como Doctor Apocalypse apareció originalmente en Death Duel con los Destructores y La Isla del Dr. Apocalipsis, dos suplementos escritos por Willingham para el juego de rol de superhéroe Villains and Vigilantes). Shadowspear, una vez liberado del control de Saker, formó una tormenta gigante malévolaque rodeaba el mundo, transformando ocasionalmente animales y cadáveres en monstruos, manteniendo ocupados a los Elementales durante muchos años.